# Loving Car Crashes
«Loving Car Crashes» es una canción de la banda colombiana de rock V for Volume, perteneciente a su álbum debut Providence editado en 2010. La canción fue escogida como el segundo sencillo del álbum. No contó como video musical. El tema apareció por primera vez en formato físico en el EP Party's Over de 2009.